# Johnnie Jackson (football)
Pour les articles homonymes, voir Johnnie Jackson.
Johnnie Jackson, né le 15 août 1982 à Camden (Londres), est un footballeur anglais devenu entraîneur.

## Palmarès

### En club
- Charlton Athletic
  - Champion d'Angleterre de D3 en 2012

### Distinctions personnelles
- Joueur du mois de D3 anglaise en janvier 2012[1]
- Membre de l'équipe type de D3 anglaise en 2012.

## Carrière d'entraîneur
- déc. 2021-mai 2022 :  Charlton Athletic